# El Comercio (Ecuador)
El Comercio es un diario en línea ecuatoriano (anteriormente impreso) fundado el 1 de enero de 1906 por los hermanos César Mantilla Jácome y Carlos Mantilla Jácome, y publicado en la ciudad de Quito. Su primer ejemplar se editó el 1 de enero de 1906, bajo el lema «Diario de la mañana», que posteriormente cambió por «Diario independiente». Su actual director es Marcos Vaca Morales. Entre los productos del diario se encontraban el tabloide popular Últimas Noticias y las revistas Familia, Líderes, Carburando y Súper Pandilla.
Una de las subsidiarias del Grupo El Comercio es la cadena Ecuadoradio. El grupo también era dueño de la Televisora Nacional Canal 8 (posteriormente Ecuavisa) hasta 1989, cuando fue vendida.

## Historia
En 1906, los hermanos Mantilla Jácome decidieron poner en marcha un propio proyecto editorial, diario El Comercio, cuyos primeros ejemplares se imprimieron en un garaje de Quito (Ecuador), en el que laboraban además cuatro tipógrafos, un armador de planos y el prensista de una pequeña máquina manual.
Durante más de un siglo de existencia, el diario fue perseguido y cerrado en varias ocasiones. El 12 de febrero de 1949, las instalaciones del diario sufrieron un asalto e incendio, en el cual murieron seis personas, después de que la emisora asociada al rotativo, Radio Quito, emitiera una dramatización de La guerra de los mundos, de H. G. Wells. 
En 1938, apareció Últimas Noticias, edición vespertina de El Comercio que posteriormente se estableció como tabloide.
A los fundadores del grupo les sucedieron Carlos y Jorge Mantilla Ortega. Al fallecer este último, en 1979, tomó el relevo, como representante de la tercera generación familiar en el medio, Guadalupe Mantilla de Acquaviva, tras cursar estudios de periodismo en París y en la Universidad de Syracuse en Nueva York. Posteriormente, su hijo, Fabricio Acquaviva Mantilla, ocupó la Presidencia Ejecutiva y Presidencia del Directorio. En la actualidad, Marcos Vaca Morales se desempeña como director general y Paola Montenegro es gerente general.
A mediados de los años ochenta, pasó por una crisis económica y de agitación sindical que prácticamente lo lleva a la bancarrota. No obstante, la intervención de nuevos accionistas pertenecientes al grupo familiar que lo fundó revitalizaron a la empresa.
El grupo también se incorporó al mundo de la radio donde cuenta con Radio Quito, Radio Platinum, y la cadena de noticias Ecuadoradio. En 1940 surge Radio Quito, que cuenta con programas noticiosos, deportivos, musicales, radiorevistas y radioteatro. Está afiliada a la cadena SOLAR (Sociedad Latinoamericana de Radiodifusión), tiene enlace directo con toda América Latina y es miembro principal de Ecuadoradio. Radio Platinum fue creada en 1996 y cuenta con cinco diales en cinco ciudades ecuatorianas como son Quito, Guayaquil, Cuenca, Ambato y Tulcán.
En 2015, dejó de pertenecer a la Asociación Ecuatoriana de Editores de Periódicos (conocida mejor por su acrónimo, Aedep) y ya no forma parte del GDA (Grupo de Diarios América). Aún es miembro de la Sociedad Interamericana de Prensa (SIP).
El 12 de enero del mismo año, El Comercio publicó un anuncio corto de primera página señalando que, a partir de esa fecha, el 94 % de las acciones de El Comercio, avaluadas en 15,5 millones de dólares, habían sido vendidas a Telglovisión S. A., empresa propiedad del empresario mexicanoguatemalteco Remigio Ángel González, dueño además de un estimado de 40 canales de televisión a lo largo de 12 países de América Latina. En Ecuador, posee un total combinado de trece estaciones de televisión y de radio. La compra de El Comercio marca su primera incursión en el periodismo escrito.
El grupo también se incorporó al mundo de la televisión. El 1 de febrero de 2016, surge Televicentro (hoy TVC), un canal de televisión con cobertura informativa, propiedad del Grupo El Comercio. La frecuencia otorgada para la transmisión de la estación es objeto de una controversia acerca de irregularidades encontradas por la Contraloría General de la República de Ecuador.
En ese mismo año, el grupo lanzó su diario digital, que más de diez años ha alcanzado la mayor cantidad de suscriptores registrados en comparación con otros medios de información local.

## Crisis
Debido al auge de los medios digitales, la progresiva caída de los medios de papel y la pandemia de COVID-19, el periódico debió hacer diversos recortes financieros y de personal.Tras una huelga de sus trabajadores que llevaban 5 meses sin sueldos, El Comercio anunció el 6 de junio de 2023 el fin del periódico impreso y de todas sus actividades por tiempo indefinido. Actualmente, el diario mantiene su edición digital, la cual reanudó su actividad en abril de 2024.